# Auberives-en-Royans
Auberives-en-Royans település Franciaországban, Isère megyében. Lakosainak száma 369 fő (2022. január 1.). Auberives-en-Royans Saint-André-en-Royans, Saint-Just-de-Claix, Sainte-Eulalie-en-Royans, Saint-Laurent-en-Royans, Saint-Thomas-en-Royans és Pont-en-Royans községekkel határos.

## Népesség
A település népességének változása:
| Lakosok száma | 295  | 294  | 321  | 343  | 373  | 370  | 376  | 363  | 367  | 369  |
|               | 1968 | 1982 | 1990 | 2006 | 2013 | 2015 | 2017 | 2019 | 2020 | 2022 |